# Judith Hermann
Judith Hermann (Berlino Ovest, 15 maggio 1970) è una scrittrice tedesca vincitrice del Premio Kleist nel 2001.
Nata e cresciuta nella parte occidentale di Berlino, visse le contraddizioni di questo particolare momento storico tedesco trasferendosi poi nella parte orientale, nella Repubblica Democratica Tedesca; brillante studentessa di filosofia, divenne poi giornalista e soggiornò, quindi, negli Stati Uniti, dove si convinse di essere più portata per la letteratura dopo la pubblicazione di alcune short stories. Tornata in patria, continuò a lavorare come giornalista, poi ottenne una cattedra presso l'Accademia delle Arti di Berlino nel 1997. Nel 1998 i suoi racconti furono pubblicati nella raccolta Sommerhaus, später (Casa estiva, più tardi), accolta favorevolmente dai critici. La sua seconda raccolta è stata pubblicata nel 2003 con il titolo Nient'altro che fantasmi (Nichts als Gespenster).

## Opere
- Casa Estiva, più tardi, Edizioni e/o, 2001, ISBN 88-7641-448-7
- Nient'altro che fantasmi, Socrates, 2005, ISBN 9788872020371
- Alice, Socrates, 2011, ISBN 9788872020326
- L'amore all'inizio, traduzione di Teresa Ciuffoletti, L'orma Editore, 2018, ISBN 978-88-997-9349-4
- A casa (2021), traduzione di Teresa Ciuffoletti, Fazi Editore, 2024, ISBN 9791259671677